# Martha Dodd
Martha Eccles Dodd (8 de outubro de 1908 - 10 de agosto de 1990) foi uma espiã da União Soviética contra a sua nação de nascimento, os Estados Unidos, de antes do início da Segunda Guerra Mundial até o ápice da Guerra Fria. Ela viveu na Alemanha no início do III Reich (1933-1937) juntamente com o seu pai William Dodd, que na época era o Embaixador dos Estados Unidos na Alemanha. Na sua vida adulta, entrou na esquerda política após ter testemunhado em primeira-mão a violência do Estado Nazi.